# Torre de Valencia
La Torre de Valencia es un rascacielos situado en el cruce de la avenida de Menéndez Pelayo con la calle de O'Donnell de Madrid (España), frente a una de las esquinas del Parque del Retiro. Es un ejemplo de arquitectura brutalista.

## Características
Con sus 94 metros de altura y 27 plantas, es el vigésimo edificio de mayor altura de la capital española. Fue proyectado con fines residenciales en 1968 por el arquitecto Javier Carvajal, y construido entre 1970 y 1973, siendo alcalde el futuro presidente del Gobierno con Franco, Carlos Arias Navarro. Se erige en el exiguo solar donde hubo un parque de bomberos y ha sido criticada por romper en exceso con el resto de edificios cercanos y, sobre todo, por estar demasiado presente en la perspectiva que se tiene desde la plaza de Cibeles hacia la Puerta de Alcalá. Ante las fuertes críticas, hubo que paralizar las obras, hasta que se reanudaron el verano siguiente, aprovechando el paréntesis vacacional.